# 長孫師孝
長孫師孝（?—?），隋朝大臣，河南郡洛阳县（今河南省洛阳市）人，長孫平之子。
長孫師孝性情轻轻佻浮华，贪财好利，多次犯法。隋文帝以他不能负担長孫平的葬礼，遣使对長孫平的丧事表示慰问。長孫師孝后来担任渤海郡主簿，在隋炀帝大业末年，政风教化每况愈下，長孫師孝恣意贪污，全郡饱受其苦。后来長孫師孝为王世充所杀害。